# Британский совет

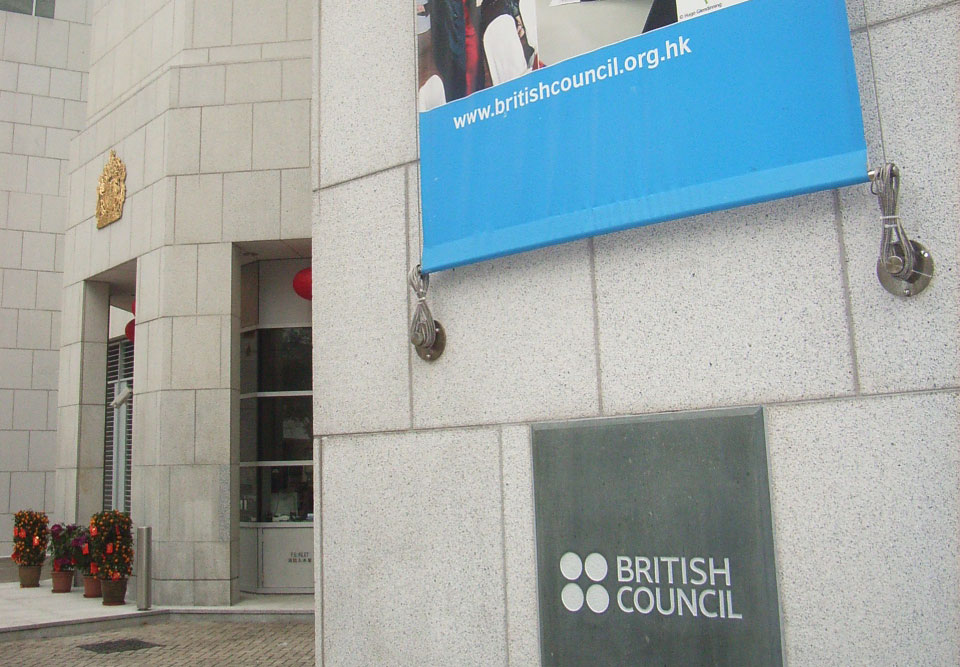
Британский Совет в Гонконге

Британский Совет (англ. British Council) — организация, призванная развивать сотрудничество в области образования, культуры и искусства между Великобританией и другими странами. В Британском Совете по всему миру работает более 7000 штатных сотрудников, офисы организации есть в 110 странах мира.
В России Британский Совет работал более двадцати лет, развивая двусторонние отношения между Россией и Великобританией и способствуя культурному обмену между двумя странами. Британский Совет занимался проектами в сфере искусства, образования и английского языка и совместно с российскими и британскими партнёрами ежегодно организовывал программу культурных и образовательных мероприятий.
Британский Совет является общественной организацией, созданной в 1934 году королевским указом. У себя на родине совет имеет официальный статус благотворительной организации.
Покровитель организации — король Карл Третий, вице-покровитель — принц Уэльский, председатель — Пол Томпсон, исполнительный директор — Скотт МакДоналд. Финансовый аспект регулируется Форин-офисом (Foreign and Commonwealth Office), при этом принято считать, что в своей деятельности совет независим и самостоятелен.
Правительство спонсирует совет на одну треть, другая часть финансирования идёт из собственных доходов организации (мероприятия, плата за обучение и сдачу экзаменов). В год более миллиона человек проходят тестирование при Британском Совете на уровень владения английским языком.

## История
Организация была основана в 1934 году и первоначально именовалась «Британский комитет по связям с другими странами» («British Committee for Relations with Other Countries»). Затем название было изменено на «Британский Совет по связям с другими странами» («British Council for Relations with Other Countries»), а в 1936 году сокращено до современного — «Британский Совет» («British Council»). Хотя организация была создана и финансировалась МИДом Великобритании, она с самого начала управлялась полуавтономно, то есть Британский Совет имел собственного Председателя и Комитет. Создателем Британского Совета принято считать сэра Реджинальда Липера (Reginald Leeper), который в 1920 году стал членом МИДа Великобритании, а через 9 лет присоединился к Департаменту информации при Министерстве иностранных дел, отвечавшему за распространение информационной деятельности за границей. Первое бюро Британского Совета за границей было создано в 1938 году в Египте. В том же году были открыты бюро в Португалии, Румынии.
Во время Второй мировой войны часть функций Совета была передана созданному для ведения пропаганды Министерству информации, но Британский Совет всё же сохранился как отдельная организация. Затяжной характер Второй мировой войны привёл к тому, что деятельность совета была приостановлена, а штат эвакуирован изо всех европейских стран, кроме Португалии, Испании и Швеции. Однако по требованию правительства во многих городах Великобритании были созданы центры Британского Совета для образовательной и культурной поддержки беженцев. После 1945 года организация возобновила и расширила работу на европейском континенте.
Начало 1950-х годов ознаменовано для Соединенного Королевства значительным сокращением числа отделений Британского Совета в различных странах мира, причём в некоторых государствах это происходило главным образом из-за политических, а не финансовых факторов. Были закрыты бюро в Чехословакии, Венгрии и Болгарии, что фактически означало свёртывание деятельности в Восточной Европе (1950), затем была прекращена работа в Китае (1952). Но в 1953 году Британский Совет «пришёл» в Японию, а в 1955 году была организована «Комиссия по связям с СССР» («Soviet Relations Committee») — для развития более тесных культурных связей с Советским Союзом. Суэцкий кризис в Египте и события на Кипре привели к закрытию офисов Британского Совета в Египте, Сирии, Иордании, Греции и на Кипре (1956).
В 1960-х годах была расширена деятельность организации в Западной Европе и странах Персидского залива и открыты новые отделения в Омане, Катаре, Бахрейне и Объединённых Арабских Эмиратах. С того времени Британский Совет стал переходить от преподавания английского языка к организации подготовки местных учителей английского в тех странах, где имелись его представительства.

## Статус Британского совета
Формально Британский Совет является частью Министерства иностранных дел Великобритании. В то же время он управляется и работает независимо от МИДа, хотя и в тесном сотрудничестве с ним. В 2006—2007 годах из общего дохода Британского Совета в 551 миллионов фунтов, 195 миллионов он получил от правительства Великобритании. Остальное было получено, в основном, в качестве оплаты за обучение английскому языку в различных странах. Это позволяет Британскому Совету в зависимости от ситуации выступать то в качестве «отдела культуры посольства», то как «неправительственная организация». Это стало поводом для того, чтобы российское министерство иностранных дел потребовало от Британского Совета в Екатеринбурге выехать из здания британского консульства.
По свидетельству работников Совета, в его деятельности принимают участие люди, чьи фамилии были опубликованы в «списке Томлинсона», содержащем имена агентов британской разведки СИС.
Генерал-майор Юрий Дроздов, бывший руководитель управления нелегальной разведки КГБ СССР (1979−1991 годах) заявил, что «Британский Совет… напрямую связан со спецслужбами Великобритании и США».

## Деятельность в России и запрет

### В сфере образования
- Реклама образования в Великобритании, подготовка к обучению в этой стране.
- Помощь в изучении английского языка.
- Обучение преподавателей английского.
- Создание программ сотрудничества российских и британских университетов («двойные дипломы»)[6].
- Участие в программах по разработке стандартов образования.
- Программа обучения чеченцев в Британии. «Северо-Кавказская образовательная инициатива».

### В сфере искусства
- Организация выставок британских художников («Уистлер и Россия», Третьяковская Галерея, 2006; Тёрнер, ГМИИ им. Пушкина 2008—2009).
- Организация ежегодного кинофестиваля «Новое британское кино».

### Некоторые офисы Британского совета в России
В конце 2007 года властями было заявлено о закрытии всех офисов в России, кроме московского.
| Отделения Британского совета в России | Дата открытия офиса | Дата закрытия офиса |
| ------------------------------------- | ------------------- | ------------------- |
| Москва                                | 1992 г.             | 17 марта 2018 г.    |
| Самара                                | 28 сентября 2000 г. | 28 декабря 2007 г.  |
| Иркутск                               | 2000 г.             | 16 января 2008 г.   |
| Петрозаводск                          | 2000 г.             | 2008 г.             |
| Томск                                 | 2002 г.             | весна 2006 г.       |
| Красноярск                            | 3 декабря 2002 г.   | декабрь 2007 г.     |
| Нижний Новгород                       | май 2005 г.         | декабрь 2007 г      |
| Екатеринбург                          | 2006 г.             | 17 января 2008 г.   |
| Санкт-Петербург                       | 15 июля 2006 г.     | 17 января 2008 г.   |

### Прекращение деятельности
После ухудшения российско-британских отношений из-за отравления Сергея Скрипаля 17 марта 2018 года в сообщении для СМИ МИД России заявил, что в связи с неурегулированностью статуса Британского Совета в России прекращается его деятельность.
Объявление нежелательной организацией
5 июня 2025 года генпрокуратура РФ признала организацию The British Council нежелательной в России.

## Страны и города, где базируется Британский совет
Британский Совет имеет более 200 офисов и учебных центров, расположенных во многих странах мира (свыше 100).
Главный офис Британского Совета находится в Спринг-Гарденз, Лондон, Соединённое Королевство.
- Австралия (Сидней, Перт)
- Австрия (Вена)
- Азербайджан (Баку)
- Албания (Тирана)
- Алжир (Алжир)
- Аргентина (Буэнос-Айрес)
- Армения (Ереван)
- Афганистан (Кабул — разрушен в результате теракта[12][13];
- Бангладеш (Дакка, Читтагонг, Силхет);
- Бахрейн (Манама);
- Бельгия (Брюссель);
- Бирма (Рангун, Мандалай);
- Босния и Герцеговина (Сараево);
- Ботсвана (Габороне);
- Бразилия (Бразилиа, Куритиба, Рио-де-Жанейро, Сан-Паулу);
- Великобритания (Белфаст, Кардифф, Эдинбург, Лондон, Манчестер);
- Венгрия (Будапешт);
- Венесуэла (Каракас);
- Вьетнам (Ханой, Хошимин);
- Гана (Аккра, Кумаси);
- Германия (Берлин);
- Гонконг;
- Греция (Афины, Салоники);
- Грузия (Тбилиси);
- Дания (Копенгаген);
- Египет (Каир, Александрия, Гелиополис);
- Эритрея (Асмара);
- Замбия (Лусака);
- Зимбабве (Хараре, Булавайо);
- Израиль (Тель-Авив, Назарет, Восточный Иерусалим);
- Индия (Нью-Дели, Ахмедабад, Бангалор, Бхопал, Чандигарх, Ченнаи, Хайдерабад, Колкатта, Мумбаи, Пуна, Тируванантапурам);
- Индонезия (Джакарта);
- Иордания (Амман);
- Ирак (Багдад, а также отделение в Аммане);
- Иран (Тегеран) — деятельность прекращена в 2009 году[14];
- Ирландия (Дублин);
- Испания (Мадрид, Барселона, Валенсия, Бильбао, Алькала-де-Энарес, Алькобендас, Лас-Росас[англ.], Пальма-де-Майорка, Сеговия, Позуэлло, Виллависиозадо);
- Италия (Рим, Милан, Неаполь);
- Йемен (Сана);
- Казахстан (Алматы, Астана);
- Камерун (Яунде, Дуала);
- Канада (Оттава, Монреаль);
- Катар (Доха);
- Кения (Найроби, Момбаса);
- Кипр (Никосия);
- Китай (Пекин, Хэнцинь, Гуанчжоу, Гонконг, Шанхай);
- Колумбия (Богота);
- Косово (Приштина);
- Куба (Гавана);
- Кувейт (Эль-Кувейт);
- Латвия (Рига);
- Ливан (Бейрут);
- Литва (Вильнюс);
- Маврикий (Роз-Хилл);
- Северная Македония (Скопье);
- Малави (Лилонгве);
- Малайзия (Куала-Лумпур, Кота-Кинабалу, Кучинг, Пенанг);
- Мальта (Валетта);
- Марокко (Рабат, Касабланка);
- Мексика (Мехико);
- Мозамбик (Мапуто);
- Намибия (Виндхук);
- Непал (Катманду);
- Нигерия (Абуджа, Кано, Лагос, Порт-Харкорт);
- Нидерланды (Амстердам);
- Новая Зеландия (Веллингтон);
- Норвегия (Осло);
- Объединенные Арабские Эмираты (Абу-Даби, Дубай, Шарджа);
- Оман (Маскат);
- Пакистан (Исламабад, Файзабад, Карачи, Лаоре, Малтан, Пешавар, Кветта);
- Польша (Варшава, Краков);
- Португалия (Лиссабон, Коимбра, Порту);
- Республика Корея (Сеул);
- Румыния (Бухарест, Клуж-Напока);
- Саудовская Аравия (Эр-Рияд, Аль-Хубар, Джидда);
- Сенегал (Дакар);
- Сербия (Белград);
- Сингапур (Сингапур);
- Сирия (Дамаск, Алеппо);
- Словакия (Братислава);
- Словения (Любляна);
- Судан (Хартум);
- США (Вашингтон);
- Сьерра-Леоне (Фритаун);
- Тайвань (Тайбэй, Гаосюн);
- Таиланд (Бангкок, Чинмэй);
- Танзания (Дар-эс-Салам);
- Территории Палестины (Восточный Иерусалим, Газа, Хеврон, Хан, Юнис, Шхем, Рамалла);
- Тринидад и Тобаго (Порт-оф-Спейн);
- Тунис (Тунис);
- Турция (Анкара, Стамбул - закрытая для публики)[15];
- Уганда (Кампала);
- Узбекистан (Ташкент);
- Украина (Киев, Донецк, Львов, Одесса, Харьков);
- Филиппины (Манила);
- Финляндия (Хельсинки);
- Франция (Париж);
- Хорватия (Загреб);
- Черногория (Подгорица);
- Чехия (Прага, Брно);
- Чили (Сантьяго);
- Швейцария (Берн);
- Швеция (Стокгольм);
- Шри-Ланка (Коломбо, Канди);
- Эстония (Таллин);
- Эфиопия (Аддис-Абеба);
- ЮАР (Кейптаун, Дурбан, Йоханнесбург);
- Ямайка (Кингстон);
- Япония (Токио, Осака);

## Финансовый план Британского Совета 2008—2011 гг
Краткая информация о деятельности (£ млн.):
|                                                                                          | 2006-2007 гг. (фактическая информация) | 2007-2008 гг. | 2008-2009 гг. | 2009-2010 гг. | 2010-2011 гг. |
| ---------------------------------------------------------------------------------------- | -------------------------------------- | ------------- | ------------- | ------------- | ------------- |
| Доходы:                                                                                  |                                        |               |               |               |               |
| Гранты и финансирование партнерства                                                      | 308                                    | 282           | 282           | 299           | 305           |
| Полная стоимость мероприятий по восстановлению                                           | 243                                    | 286           | 313           | 336           | 377           |
| Всего                                                                                    | 551                                    | 568           | 595           | 635           | 682           |
| Расходы:                                                                                 |                                        |               |               |               |               |
| Гранты и финансирование партнерства полного финансирования мероприятий по восстановлению | 309                                    | 283           | 278           | 298           | 304           |
| Полная стоимость мероприятий по восстановлению                                           | 236                                    | 274           | 306           | 330           | 372           |
| Всего                                                                                    | 545                                    | 557           | 584           | 628           | 676           |
| Гранты и финансирование партнерства                                                      | 1                                      | 1             | 4             | 1             | 1             |
| Полная стоимость мероприятий по восстановлению                                           | 7                                      | 12            | 8             | 6             | 5             |
| Чистое сальдо                                                                            | 6                                      | 11            | 12            | 7             | 6             |